# Brama (Wyspa Króla Jerzego)
Brama - szczyt na Wyspie Króla Jerzego, o wysokości 200 m n.p.m., między Lodowcem Baranowskiego na północny a Lodowcem Tower na południu. U południowo-wschodnich podnóży wzniesienia leży Jeziorko Imbirowe. Szczyt znajduje się na terenie Szczególnie Chronionego Obszaru Antarktyki "Zachodni brzeg Zatoki Admiralicji" (ASPA 128). Nazwę nadała polska ekspedycja naukowa w 1980 roku. 